# Philosophia botanica

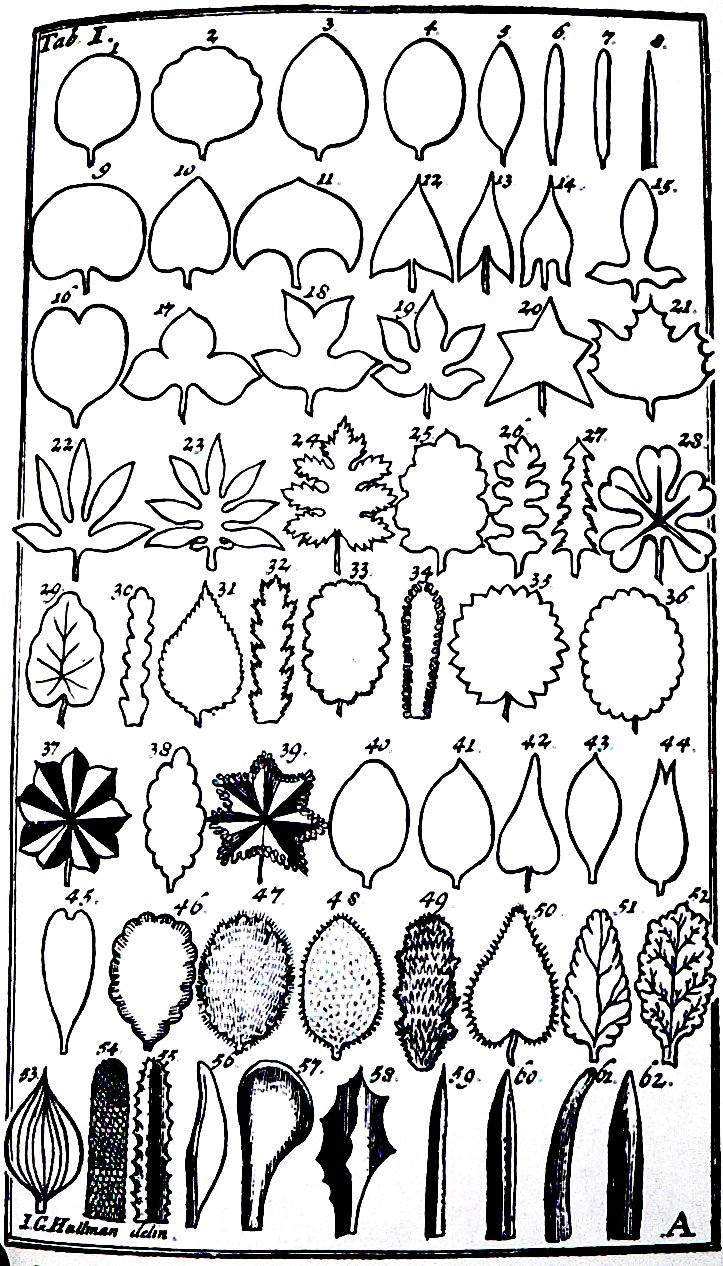
Plansch 1 i Philosophia botanica.
I § 83A definierades 87 olika bladformer och andra egenskaper hos enkla blad, varav 62 avbildades på denna plansch (ytterligare 16 typer av sammansatta blad beskrevs i 83B, och avbildades på plansch 2):
a. till sin omkrets är de enkla bladen antingen:
1. runda, som hos fjällsyra, fig. 1
2. rundade, fig. 2
3. äggrunda, som hos blåbär, fig. 3
4. ovala, som hos rosen, fig. 4
etc.

Philosophia botanica ("Botanisk filosofi", första upplaga 1751, Stockholm & Amsterdam) utgavs av den svenske botanikern och läkaren Carl von Linné. Det är den första boken om beskrivande systematisk botanik och botaniskt latin.
Philosophia botanica visar på en mognad i Linnés tänkande inom botaniken och dess teoretiska grunder från de idéer som först presenterades i hans Fundamenta botanica (1736) och Critica Botanica (1737). Boken fastställer en grundläggande botanisk terminologi och består av strikta kompromisslösa principer uttryckta i korta indexerade satser, "aforismer", på klassiskt "filosofiskt" vis. 

## Bokens innehåll
I inledningen börjar han från "noll" och den första aforismen säger "1. Allt som finns på jorden tillhör antingen elementen eller naturen (naturalia)" och han förklarar sedan att "elementen är det som är enkelt, och naturen är guds sammansatta konst" samt att "fysiken behandlar elementen, och naturalhistorien naturen". Den andra aforismen säger att "2. Naturen(1) delas in i tre riken: Stenarna, Växterna och Djuren" och beskriver så i den tredje att "3. Stenarna(2) har tillväxt, Växterna(2) har tillväxt och liv, Djuren(2) har tillväxt, liv och sinnesförnimmelser".. Med den fjärde aforismen "4. Botaniken är den naturvetenskap som behandlar Växterna(3)" har han definierat botanikens verksamhetsområde, som han sedan utvecklar i bokens tolv kapitel:
|      |               |                                                               | Aforismer |
| ---- | ------------- | ------------------------------------------------------------- | --------- |
|      | Introductio   | Inledning                                                     | 1 - 4     |
| I    | Bibliotheca   | Bibliotek: Om botanikens författare och böcker                | 5 - 52    |
| II   | Systemata     | Systematik: De botaniska systemen                             | 53 - 77   |
| III  | Plantae       | Växter: Växternas delar och termer                            | 78 - 85   |
| IV   | Fructificatio | Fruktbärare: Fortplantningsorganens delar                     | 86 - 131  |
| V    | Sexus         | Kön: Växternas kön                                            | 132 - 150 |
| VI   | Characteres   | Karaktärer: Släktenas, ordningarnas och klassernas karaktärer | 151 - 209 |
| VII  | Nomina        | Namn: Släktnamnen                                             | 210 - 255 |
| VIII | Differentiae  | Skillnader: Artnamnen                                         | 256 - 305 |
| IX   | Varietates    | Varieteter                                                    | 306 - 317 |
| X    | Synonyma      | Synonymer                                                     | 318 - 324 |
| XI   | Adumbrationes | Skisser: Den fullständiga beskrivningens historia             | 325 - 335 |
| XII  | Vires         | Krafter: Om växternas egenskaper och användning               | 336 - 365 |

### Bibliotheca
I första kapitlet sorterar Linné, liksom han gjort tidigare i Bibliotheca botanica, in de olika forskarna och författarna i grupper och undergrupper allt efter vad de studerat och vilka metoder eller uppfattningar de företräder. "Fytologerna" delas i sjätte aforismen in i "botanister" och "botanofiler" och i sjunde slår han fast att "de sanna botanisterna(6) ... är samlare(8) eller metodister(18)": "Samlarna", som delas in i nio undergrupper, är de som "huvudsaklikgen sysselsätter sig med antalet arter" (som t.ex. Curiosi som intresserar sig för sällsynta växter) medan "metodisterna" sysslar huvudsakligen med disposition (kap VI) eller namngivning (kap VII) och delas först in i "filosofer", "systematiker" och "nomenklatorer" och sedan i ytterligare undergrupper. 
Växtälskarna, "botanofilerna", är de som har skrivit ner diverse observationer om växter, men som (åtminstone enligt Linnés uppfattning) inte riktigt tillhör botaniken som vetenskap. Botanofilerna delar han in i "anatomer" (som studerar växternas inre struktur), "hortulaner" (som ägnar sig åt växtodlingen), "medicinare" (av olika slag) samt "diverse" (Miscellanei). Bland "medicinarna" finner man, förutom mer traditionella typer av "farmakologer" och dietister, även astrologer och anhängare av signaturläran (signatores). I det fjärde och sista "släktet" av botanofilernas "familj", Miscellanei, återfinner man de "arter" som "skrivit diverse om växterna i annat bruk, som ekonomer, biologer, teologer, poeter".

### Systemata
I bokens andra kapitel behandlar Linné de system som dittills använts för att dela in växterna, och kapitlet är ett sammandrag av Classes plantarum. Först beskriver han femton "renläriga system" (Systematicis orthodoxis) och därefter den "naturliga metoden" (Naturalem methodum). De tretton första ortodoxa systemen har skapats av andra författare, det fjortonde är ett system som Linné skapat 1737 (Nos methodum calycinam) och som grundar sig på blomfodret och det sista är hans eget sexualsystem, som grundar sig på ståndare och pistiller.

Den "naturliga metoden" användes i de system som konstruerats av Alberto de Haller (1740), Adriaan van Royen (1742), och Evert Jacob von Wachendorff (1747) och bygger hos dessa i stor utsträckning på kronbladen, foderbladen och könsdelarna. Efter att tagit upp några växtgrupper som andra behandlat, avslutar Linné andra kapitlet med den sjuttiosjunde aforismen "77. Den naturliga metodens Fragmenta skall noga undersökas", varefter han ger sitt eget förslag till naturlig indelning i 67 Fragmenta (sedermera kallade ordines naturales - i singularis ordo naturalis - "naturliga ordningar"), vilka i de flesta fall ungefär motsvarar familjer idag (dock är alla ormbunksväxter, mossor, alger respektive svampar placerade i var sitt "fragment"), samt ett sextioåttonde stort "fragment" (nästan 120 släkten) av vagae & etiamnum incertae sedis (d.v.s. släkten som fortfarande var oklara och han inte visste var han skulle göra av). Linné hade stora problem att hitta en naturlig indelning av växterna och avslutar sjuttiosjuan med att konstatera att han misslyckas konstruera ett naturligt system och att Natura enim non facit saltus ("naturen gör sannerligen inga språng"). Härav är det klart att Linné själv ansåg sitt sexualsystem som en tillfällig nödlösning.

### Plantae
Med detta kapitel börjar den egentliga boken - de två inledande kapitlen var bara en "nödvändig avvikelse". Efter att ha konstaterat i den första aforismen att växtrikets medlemmar har tre typer av kärl och att det utgörs av sju familjer (svampar, alger, mossor, ormbunksväxter, gräs, palmer och Plantas), går Linné över till växternas delar, vilka är tre: rot (radix), skott (herba) och blomma (frutificatio). Blomman sparar han till nästa kapitel, behandlar roten i aforism 80 och skottet i de återstående fem. 

Roten delar han in i radicula ("den del som avslutar den nedådgående caudex och genom vilken växten upptar näring") och caudex ("den underjordiska del av växten som bär radiculas").Den senare delas i sin tur i en nedstigande (av vilken det finns nio typer: enkla, greniga, knölformiga o.s.v.) och en uppstigande del. Han avslutar sin behandling av roten med att konstatera att den ovanjordiska delen av träd och buskar egentligen inget annat är än en uppochnervänd rot som bär blad i stället för radiculas.

Skottet är den del av växten som stiger upp från roten och avslutas av "frutifikationen", blommorna. Skottet består av: stjälk (truncus), blad (foliae), "stöd" (fulcra) och "övervintringsorgan" (hybernacula). Stjälkar, som uppbär blad och blommor, delas in i sju typer: "örtstjälk" (caulis, "örternas äkta stam"), strå (culmus, "gräsens äkta stam"), stängel (scapus, "utan blad", som t.ex. liljeväxter), blomskaft (pedunculus), bladskaft (petiolus), frond (frons) och "frondbas" (stipes) Vad gäller skottet nämner Linné ingenstans träd eller buskar, vilket kan vara värt att notera (jämför vad som sägs under roten ovan). Av stjälkar finns det flera olika typer och former (t.ex. grenade, fyrkantiga, håriga) och så även av blomskaft - många blomskaftstyper motsvarar blomställningar i modern terminologi (som knippen, flockar etc.). Flera av de olika stjälktyperna avbildas på planscherna.

## Upplagor
- Första upplagan, Stockholm 1751 (Godofr. Kiesewetter), 362 sidor, 11 planscher
- Första upplagan, eftertryck, Wien 1755 (Johann Thomas Edler von Trattner[18])
- Första upplagan, eftertryck (Editio altera), Wien 1763 (Johann Thomas Edler von Trattner)
- Första upplagan, eftertryck , Wien 1770  (Johann Thomas Edler von Trattner)
- Andra upplagan (Editio secunda), Johann Gottlieb Gleditsch och Christian Friedrich Himburg, Berlin 1780 (C. F. Himburg), 362 sidor, 11 planscher
- Andra upplagan (Editio secunda), eftertryck, Wien 1783 (Johann Thomas Edler von Trattner)
- Tredje upplagan (Editio tertia), Karl Ludwig Willdenow, Berlin 1790 (C. F. Himburg), 364 sidor, 11 planscher
- "Tredje upplagan" (-)[19] , Casimiro Gómez Ortega och Johan Anders Murray, Madrid 1792 (P. Marin), 364 sidor, 11 planscher.
- Fjärde upplagan (Editio quarta), Kurt Polycarp Joachim Sprengel, Halle an der Saale 1809 (C. A. Kümmel), 518 sidor, 9 planscher
- Utökad och rättad upplaga (Editio aucta et emendata), Kurt Polycarp Joachim Sprengel, Turin 1824 (Caroli Casterman-Dieu), 471 sidor, 9 planscher